# Iteuil
Iteuil es una comuna francesa situada en el departamento de Vienne, en la región de Nueva Aquitania.

## Demografía
| 1108 | 1374 | 1859 | 2309 | 2679 | 2814 | 2989 |
| Para los censos de 1962 a 1999 la población legal corresponde a la población sin duplicidades (Fuente: INSEE [Consultar]) |      |      |      |      |      |      |